# Mata Limpa
Mata Limpa é um distrito do município de Areia, Paraíba, Brasil.
O Distrito de Mata Limpa foi elevado a distrito Judiciário no dia 11.12.1964 por decreto estadual de Nº 3.233, bem como a criação do Cartório Distrital.